# تريوالتشماي (أنغلزي)
تريوالتشماي (بالإنجليزية: Trewalchmai)‏ هي منطقة سكنية تقع في ويلز في .